# Red Digital Cinema
Red Digital Cinema es una compañía estadounidense que manufactura herramientas digitales de nivel profesional para fotografía y cinematografía digital. Las cámaras Red soportan la grabación de fotos y vídeo de hasta 8K de resolución, en el caso de la RED Weapon Monstro.

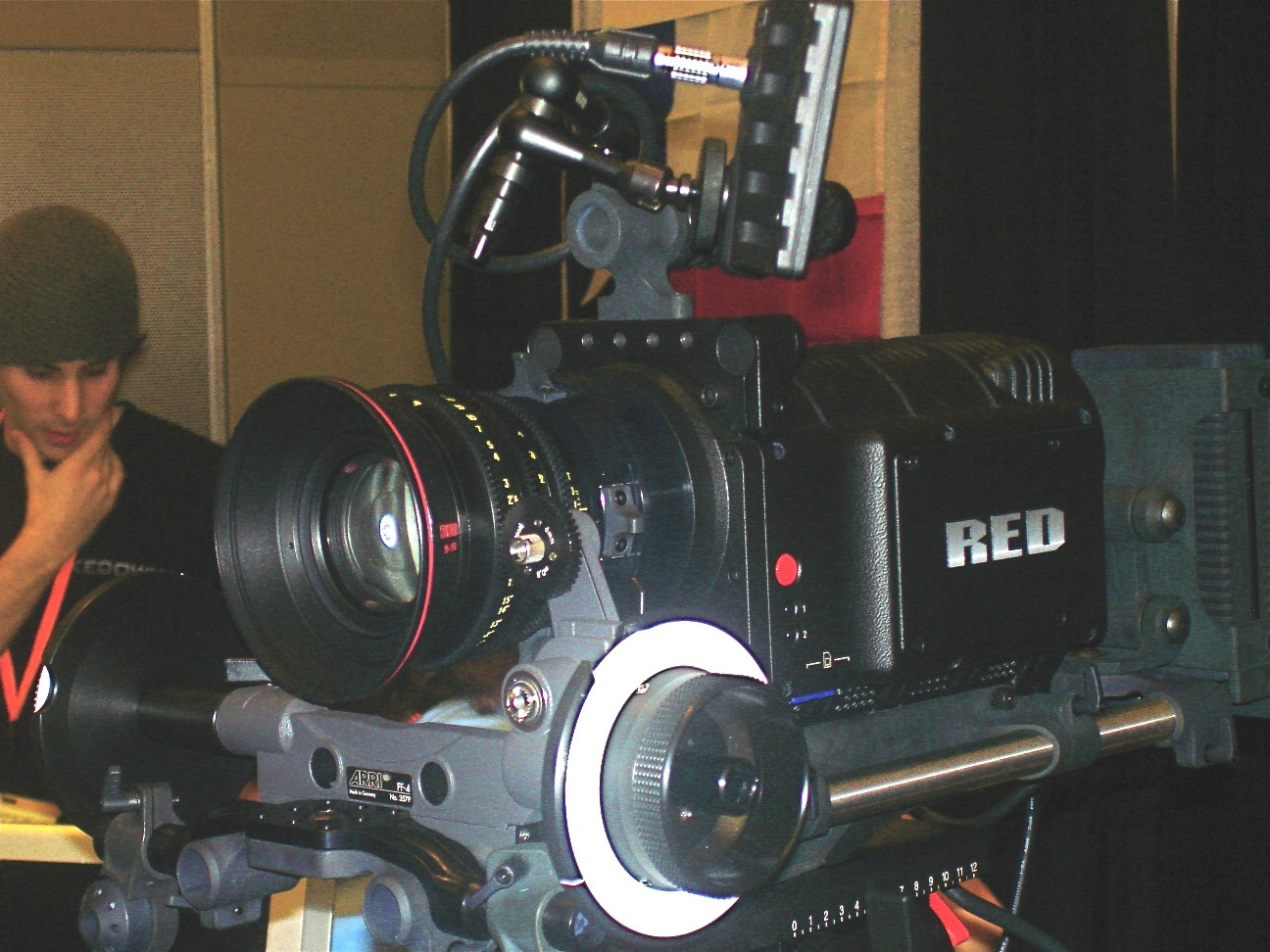
Red One

La sede de la compañía se ubica en Foothill Ranch, California con estudios en Hollywood. Tiene oficinas en Londres, Berlín y Bombay, además de varios distribuidores autorizados y centros de servicio alrededor del mundo. Red también tiene tiendas minoristas en Hollywood, Nueva York y Miami.

## Historia
La Red Digital Cinema Camera Company fue fundada en 2005 por Jim Jannard, quien anteriormente había fundado Oakley. La compañía empezó con un pequeño grupo de empresarios en un almacén que quisieron construir cámaras de vídeo digitales asequibles, además de cámaras de vídeo digital de altas prestaciones, y creyó que el video en 4K era el futuro de la captura de imagen digital.
En el 2006 NAB Show, Jannard anunció que Red construiría una cámara digital de resolución 4K para cine y empezó tomando pre-órdenes. Más de mil personas colocaron un depósito reembolsable y Red empezó a manufacturar para cumplir órdenes.
En marzo de 2007, el director Peter Jackson completó una prueba de cámara con dos prototipos de cámara modelo Red One, que se convirtió en una película de 12 minutos sobre la Primera Guerra Mundial "Crossing the Line". Al ver el cortometraje, el director Steven Soderbergh le dijo a Jannard: "Estoy totalmente dentro, tengo que filmar con esto.". Soderbergh llevó dos prototipos de RED One para filmar en la selva.
Red Digital Cinema Camera Company entregó la primera cámara comercial en agosto del 2007. Llamada "Red One",  tenía un sensor Mysterium de 4K y podía capturar imágenes de 4K hasta de 60 cuadros por segundo en el formato Redcode.
La Red One fue posiblemente la primera cámara asequible que proporcionó características propias de cineastas personalizables y funcionalidad con la "calidad de largometraje" conocida para cámaras de 35mm mucho más costosas.
En 2009, Red lanzó REDCINE-X, un flujo de trabajo de posproducción, tanto para el movimiento e imágenes fijas, el Kit de Desarrollo de Software R3D, e introdujo al mundo el concepto de "DSMC" (imágenes fijas digitales y de movimiento de la cámara). En 2010, Red ofreció una actualización del sensor a los propietarios del sensor original Mysterium al sensor más reciente "MX". También en ese mismo año, Red adquirió el histórico Ren-Mar Studios en Hollywood, y lo renombró "Red Studios Hollywood".
En 2013, Red empezó a tomar pre-órdenes para su nueva cámara, la RED Epic Dragon.
El 24 de octubre de 2019, Jannard anunció su retiro, citando su edad y "algunos problemas de salud".
El 7 de marzo de 2024, Red Digital Cinema fue vendida al fabricante japonés Nikon por 87 millones de dólares estadounidenses; esto fue visto como un creciente interés de Nikon por expandirse al mercado de cámaras de cine. Keiji Oishi, de la unidad de negocios de imagen de Nikon, asumió el papel de director ejecutivo y Tommy Rios, vicepresidente ejecutivo de Red Digital Cinema, se convirtió en codirector ejecutivo. El expresidente de Red, Jarred Land, y James Jannard, fundador de Red, siguen siendo asesores de la empresa.

## Cámaras

### Red One
Red One era la primera cámara de producción de la compañía. Utilizando un plano de S35mm de imagen, la Red One muestra una profundidad natural desde 2K hasta encima de 4K de resolución.
Las primeras Red Ones tenían un sensor Mysterium de 12 megapixeles, capaz de capturar hasta 120 marcos por segundo en 2K de resolución y 30 marcos por segundo en 4K de resolución. .
La Red One Mysterium-X, de segunda generación, tiene un sensor Mysterium-X de 14 megapixeles. Logra capturar hasta 120 marcos por segundo en 2K de resolución y hasta 30 marcos por segundo en 4K de resolución. Con su sensor mejorado,  esta cámara ofrece un rango más dinámico, mayor sensibilidad y herramientas de manejo de color más avanzadas que la Red One Mysterium.
Especificaciones de Red One Mysterium:
- Sensor:  12 megapixel Mysterium
- Variedad de píxel:  4900 (h) x 2580 (v)
- Gama dinámica:  > 66db (11 parones)
- Área de Imagen Máx:  4480 px (h) x 2304 px (v)
- Cobertura de lente:  24.2 mm (h) x 12.5 mm (v) x 27.3 mm (d)
- Formatos de adquisición:  4K en bruto (16:9, 2:1), 3K en bruto (16:9, 2:1), 2K en bruto (16:9, 2:1)

Especificaciones de Red One Mysterium-X:
- Sensor:  14 megapixel Mysterium-X
- Variedad de píxel:  5120 (h) x 2700 (v)
- Gama dinámica:  13+ parones
- Área de Imagen Máx:  4480 px (h) x 2304 px (v)
- Cobertura de lente:  24.2 mm (h) x 12.5 mm (v) x 27.3 mm (d)
- Formatos de adquisición:  4.5K crudo (2,4:1), 4K crudo (16:9, HD, 2:1, y anamorphic 2:1), 3K crudo (16:9, 2:1, y anamorphic 2:1), 2K crudo (16:9, 2:1, y anamorphic 2:1)

### Scarlet-X
Scarlet X es una cámara profesional que viene con uno de los siguientes sensores.- el sensor Mysterium X de 14 megapixeles o el sensor Red Dragon de 19 megapixeles  Las Scarlets con el sensor Red Dragon se conocen como las Scarlet Dragon. El Scarlet Dragon, anteriormente una opción de actualización, fue anunciado como un producto de compra en NAB 2013.
Las Scarlet X son cámaras modulares que se pueden personalizar a las necesidades del cliente. Como todas las cámaras Red, Scarlet X tiene lentes intercambiables.
SCARLET dispara a velocidades regulares hasta 30 marcos por segundo en 4K de resolución y hasta 120 marcos por segundo en 2K de resolución. En 5K de resolución, logra sobrepasar los 18 marcos por segundo.
Especificaciones de Scarlet-X M-X
- Sensor:  14 megapixel Mysterium-X
- Variedad de píxel:  5120 (h) x 2700 (v)
- Gama dinámica:  13.5 parones, hasta 18 parones con HDRx
- Área de Imagen Máx:  5120 px (h) x 2700 px (v)
- Cobertura de lente:  27.7 mm (h) x 14.6 mm (v) x 31.4 mm (d)
- Formatos de adquisición:  5K FF Redcode en bruto (marco lleno), 4K HD Redcode en bruto, 3K HD Redcode en bruto, 1080p Redcode en bruto, 1K Redcode en bruto

Especificaciones Scarlet-X Dragon
- Sensor:  19 megapixel Red Dragon
- Variedad de píxel:  6144 (h) x 3160 (v)
- Gama dinámica:  16.5 parones
- Área de Imagen Máx:  6144 px (h) x 3160 px (v)
- Cobertura de lente:  30.7 mm (h) x 15.8 mm (v) x 31.4 mm (d)
- Formatos de adquisición:  6K FF crudo (marco lleno), 5K en bruto, 4K en bruto, 3K en bruto, 2K en bruto.

### Red Epic

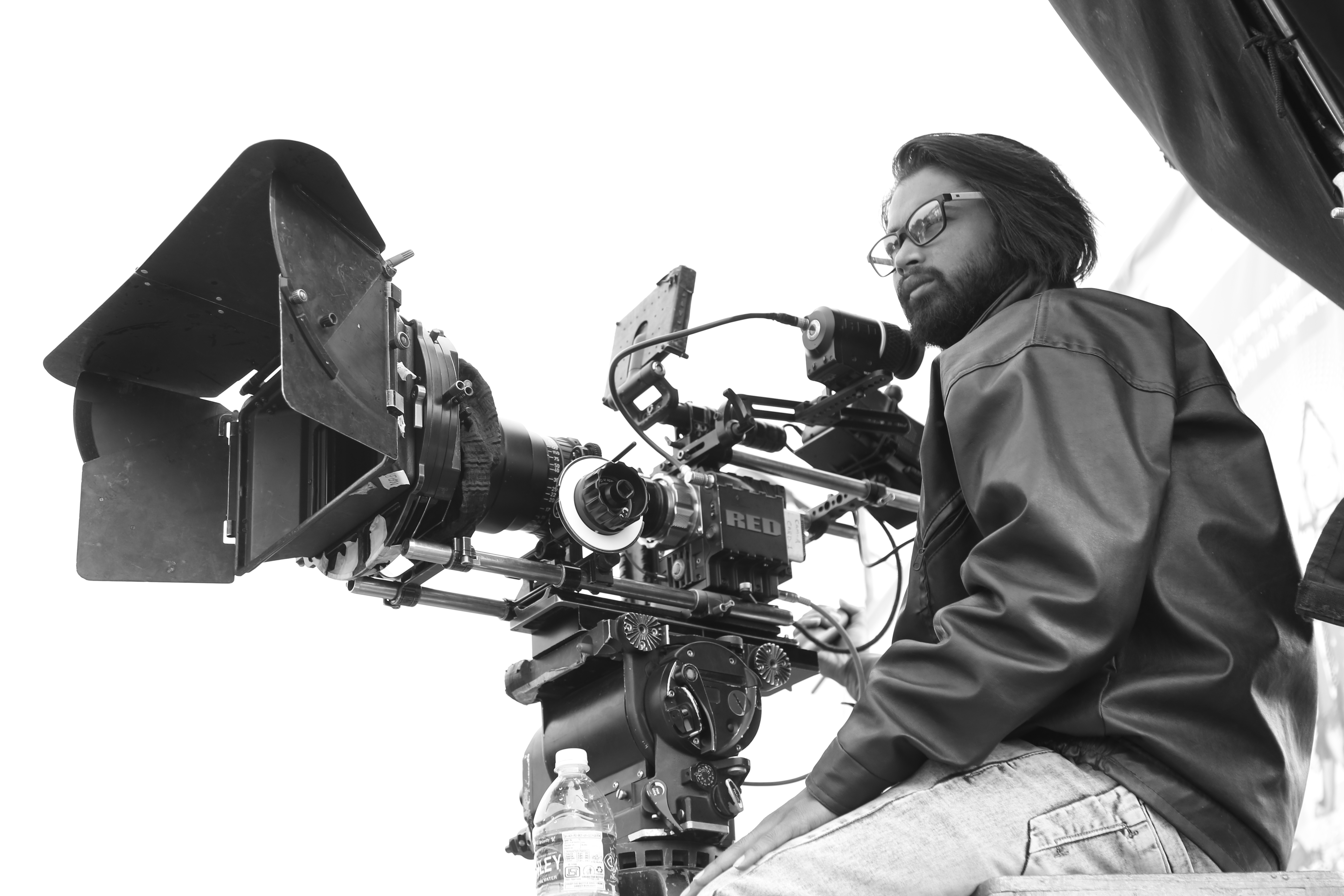
La RED EPIC en una filmación

La línea de las cámaras Epic consiste en algunos de los sistemas de cámaras de más alto rendimiento, que incluye a la EpicX, MysteriumX y la Epic Dragon. La EpicX MX usa el sensor Mysterium de 14 megapixeles. La Epic Dragon tiene un sensor Red Dragon de 19 megapixeles.
Ambas cámaras también están disponibles en sus versiones monocromáticas. Adicionalmente, la Epic Dragon tiene una opción de fibra de carbón, lo que le incrementa su durabilidad y además reduce el peso general de la unidad.
Especificaciones Epic-X M-X
- Sensor:  14 megapixel Mysterium-X
- Variedad de píxel:  5120 (h) x 2700 (v)
- Gama dinámica:  13.5 parones, hasta 18 parones con HDRx
- Área de Imagen Máx:  5120 px (h) x 2700 px (v)
- Cobertura de lente:  27.7 mm (h) x 14.6 mm (v) x 31.4 mm (d)
- Formatos de adquisición:  5K en bruto (marco lleno, 2:1, 2.4:1, y anamorphic 2:1), 4.5K en bruto (2.4:1), 4K en bruto (16:9, HD, 2:1, y anamorphic 2:1), 3K en bruto (16:9, 2:1, y anamorphic 2:1), 2K en bruto (16:9, 2:1, y anamorphic 2:1), 1080p RGB (16:9), 720P RGB (16:9)

Especificaciones Epic-M Dragon
- Sensor:  19 megapixel Red Dragon
- Variedad de píxel:  6144 (h) x 3160 (v)
- Gama dinámica:  16.5+ parones
- Área de Imagen Máx:  6144 px (h) x 3160 px (v)
- Cobertura de lente:  30.7 mm (h) x 15.8 mm (v) x 34.5 mm (d)
- Formatos de adquisición:  6K en bruto (2:1, 2.4:1), 5K en bruto (marco lleno, 2:1, 2.4:1, y anamorphic 2:1), 4.5K en bruto (2.4:1), 4K en bruto (16:9, HD, 2:1, y anamorphic 2:1), 3K en bruto (16:9, 2:1, y anamorphic 2:1), 2K en bruto (16:9, 2:1, y anamorphic 2:1), 1080p RGB (16:9), 720P RGB (16:9)

## Sensores

### Mysterium

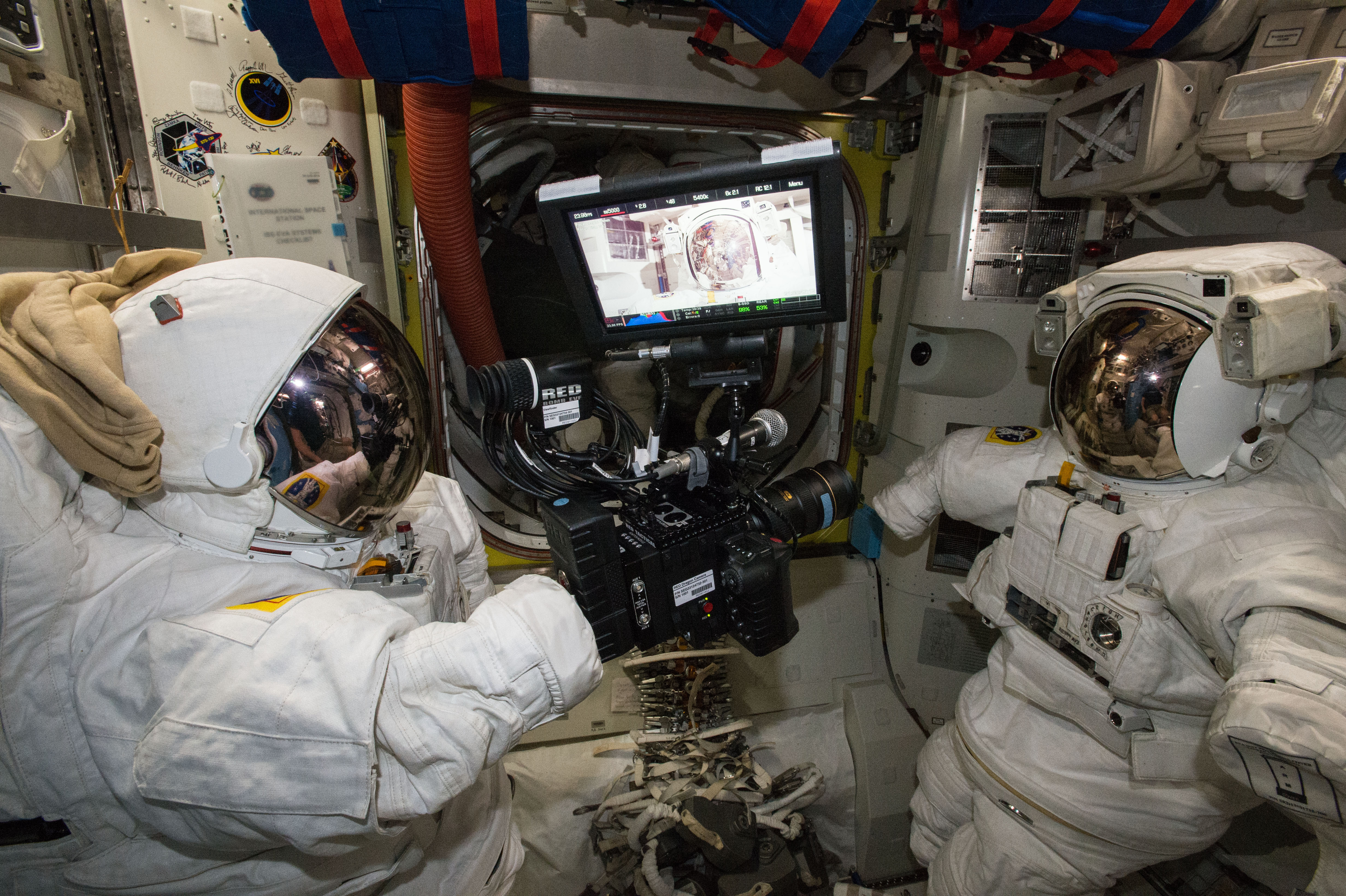
Una RED Epic Dragon flotando entre dos Unidad de Movilidad Extravehicular en la esclusa de aire de la ISS

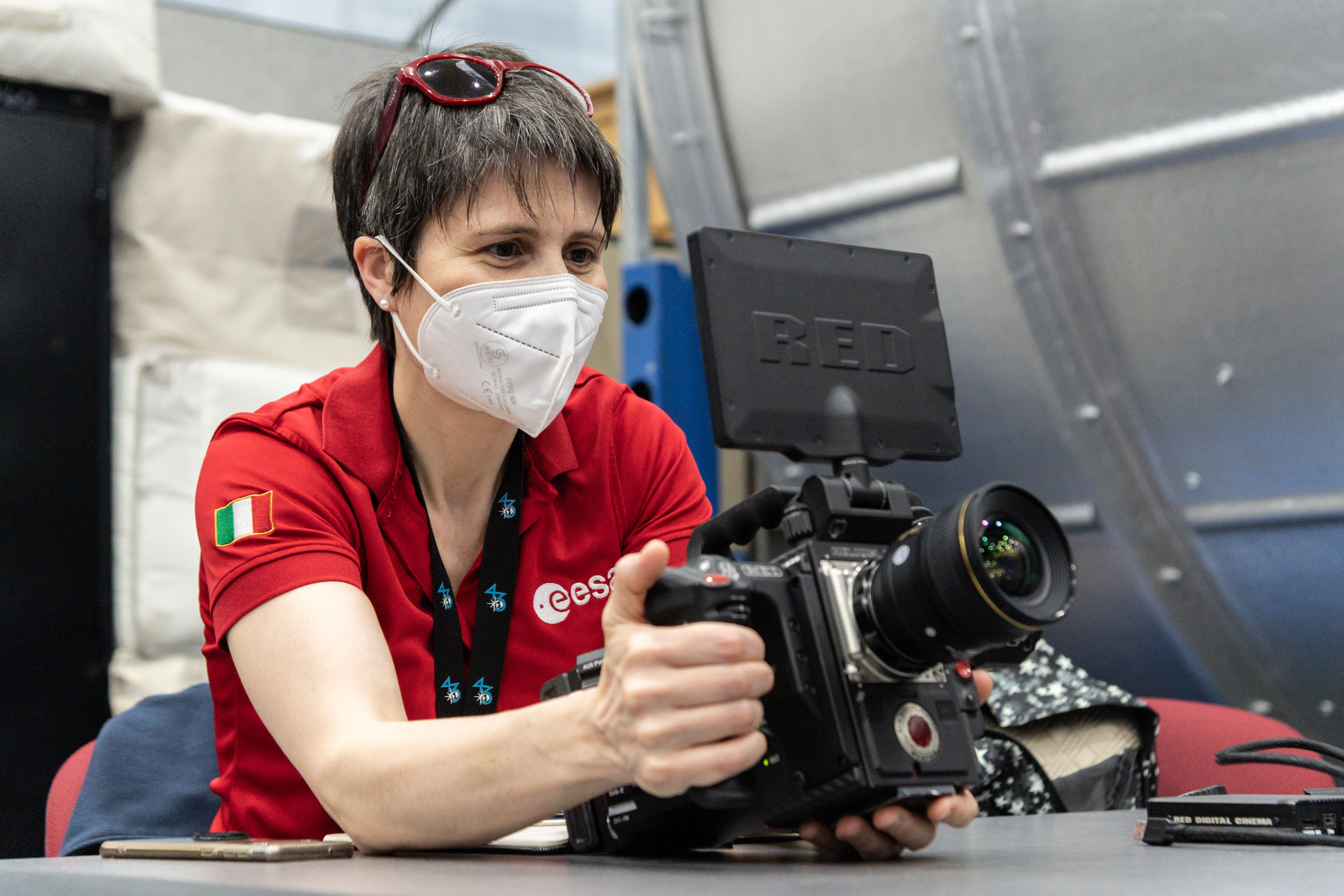
La astronauta Samantha Cristoforetti durante un entrenamiento con una Helium 8K en una maqueta de la ISS en el Centro Espacial Johnson de la NASA

Mysterium es un sensor de 12 megapíxeles diseñado específicamente para la primera cámara comercial de Red, la Red One Mysterium. El sensor es capaz de capturar hasta 30 fotogramas por segundo en 4K (1-120 fps en 2K). Mysterium tiene un balance de color natural de 5000 (Kelvin) y tiene un rango dinámico de 66 dB (11 paradas).

### Mysterium-X
Mysterium-X es un sensor de 14 megapíxeles diseñado específicamente para el DSMC Red para capturar vídeo e imágenes fijas de hasta 5K de resolución. El sensor incluye alta precisión analógica a la conversión digital, capaz de suministrar hasta 13,5 paradas de rango dinámico con fuentes de luz del día sobre un rango de la sensibilidad de cámara de 320 a 800 ISO. La velocidad de cuadros por imagen variable es de hasta 95 FPS con resolución 5K FF, y hasta 400 FPS con resolución 1K WS. Mysterium-X tiene un balance de color natural de 5.000K (Kelvin) y un compensador de balance de blanco y color electrónico de 1,700K a 10,000K Las cámaras Red One, Scarlet y Epic cada una tiene una versión que contiene el sensor Mysterium-X.

### Red Dragon
El sensor de Red Dragon es un sensor de 19 megapíxeles que captura vídeo y fotos fijas de hasta 6K resolución. El sensor capta nueve veces más resolución que HD estándar, lo que resulta en la exposición nativa que exceda de 35 mm, tanto en la densidad de la latitud y la imagen. Red Dragon soporta más de 100 FPS, 16.5 paradas de rango dinámico, y ciencia de color avanzada.
En 2014, el sensor de Red Dragon recibió una puntuación de 101 DxOMark en el rango de sensores.  Esto marcó la primera vez que una cámara de cine digital se probó junto a cámaras estáticas. Red Dragon está disponible dentro de Epic y sistemas de cámaras de Scarlet.

### Helium 8K

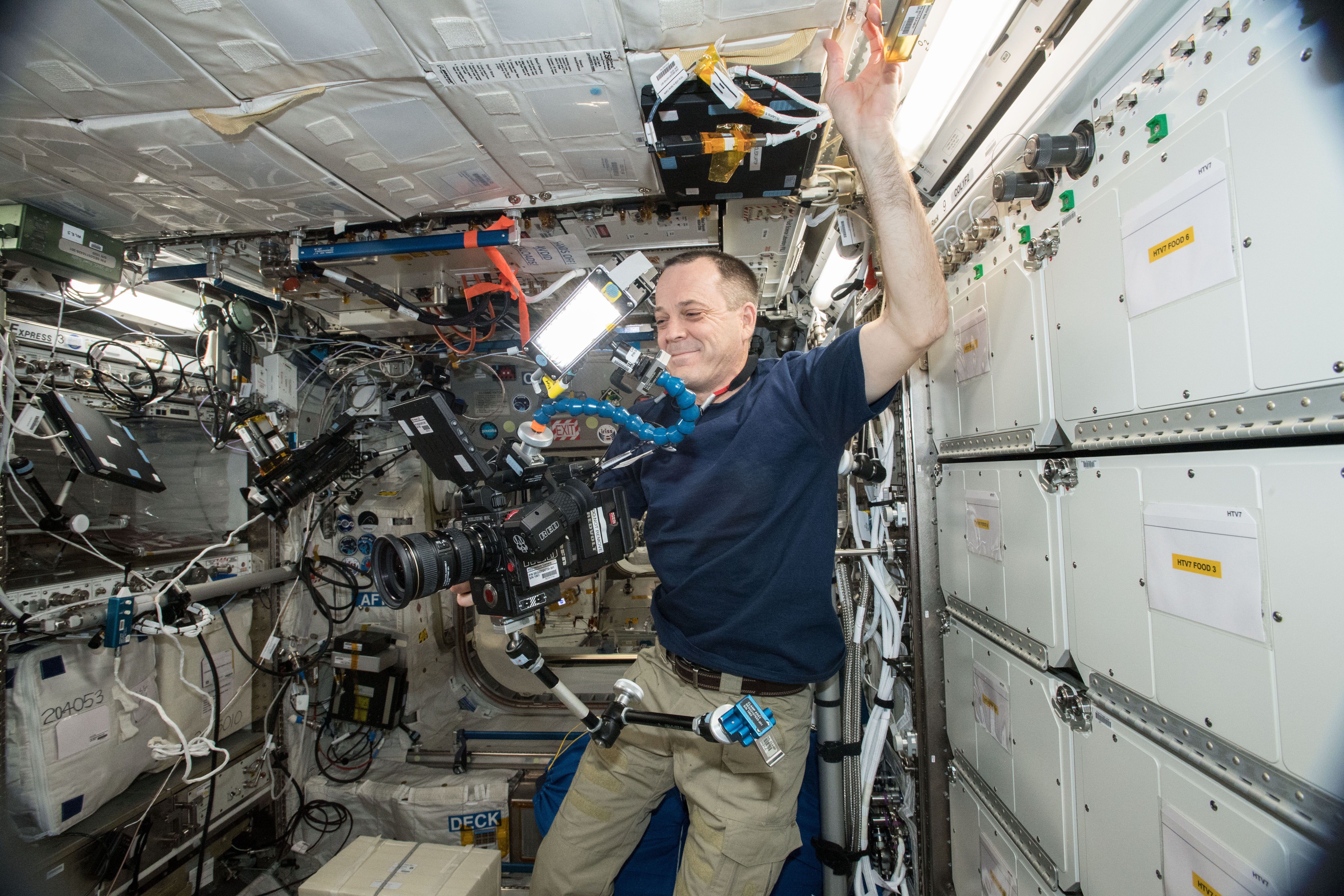
Ricky Arnold filmando en la misión ISS-56 con la Helium 8K.

Recientemente, la serie Weapon ha incorporado este sensor de hasta 8K y 60 fotogramas por segundo de resolución de grabación en formato Redcode Raw y 35.4 megapíxeles de resolución con un rango dinámico es de 16.5 stops. Está siendo usado en producciones como la segunda temporada de la serie Stranger Things.

### Monstro 8K
A finales de 2017, RED anunció el lanzamiento de un nuevo sensor, el cual daría el salto del formato Super 35mm conocido hasta la fecha hasta el formato full frame, manteniendo una resolución de hasta 8K y 60 o 75 cuadros por segundo y un rango dinámico de 17+ stops.

## Workflow

### Redcine-X Pro

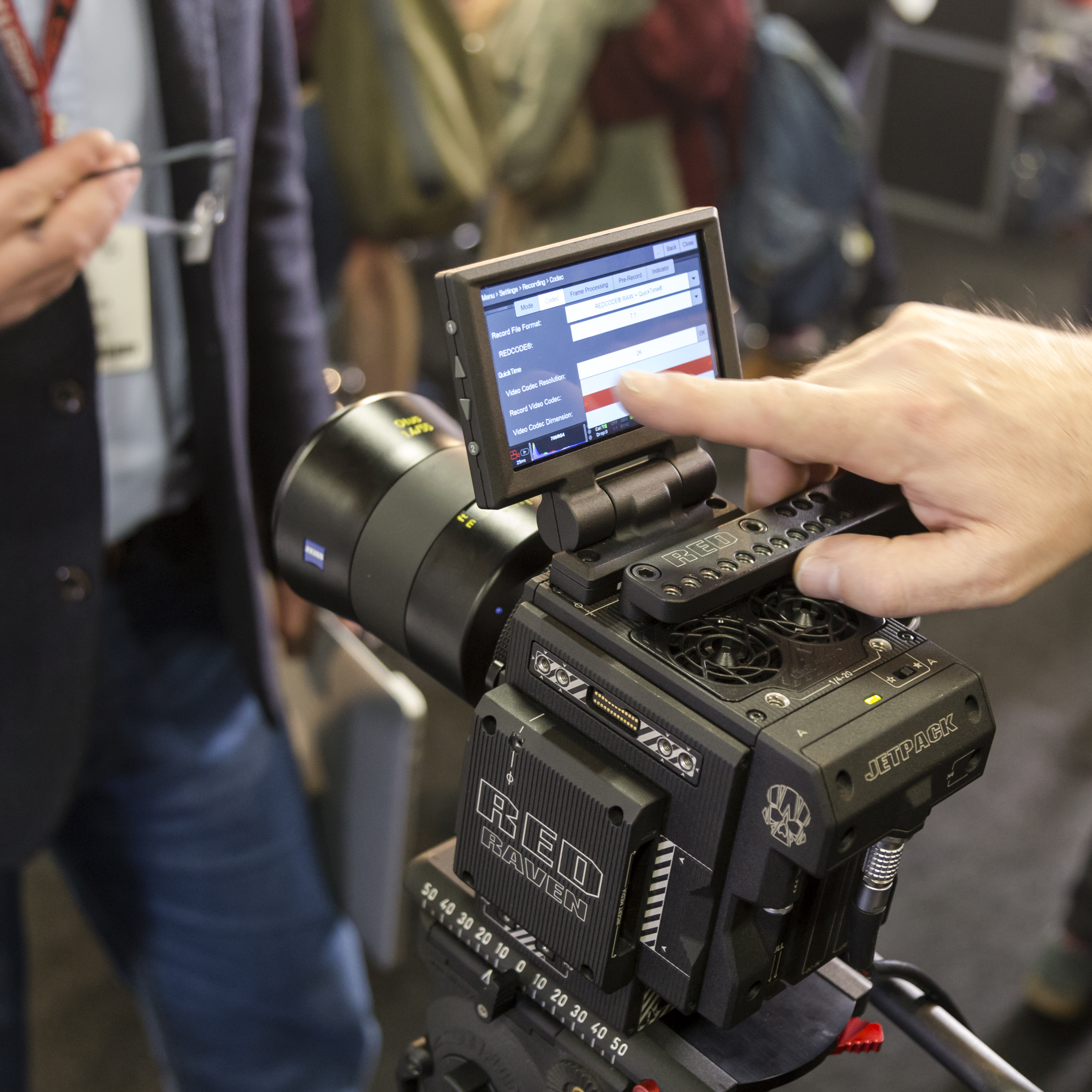
La RED Raven mostrándose en la BSC Expo 2016.

Redcine-X Pro está libre de postcarga procesamiento de colección de software desarrollado por la Red, construida específicamente para sistemas de cámaras Red. Incluye un conjunto de herramientas de color, línea de tiempo integrado, y la recopilación de software de efectos postales para ambos fijos y en movimiento. El software de posproducción permite la manipulación no destructiva de 4K, 5K y 6K archivos .R3D primas.
Con la última actualización de REDCINE-X Pro, los usuarios pueden marcar marcos mientras filman y acceden a esos marcos específicos dentro de su línea de tiempo. Además, esta última versión incluye A.D.D. (Advanced Dragón debayer), un nuevo algoritmo para Dragon que analiza cada píxel.

### Anterior Software Workflow
Red Alert fue la primera forma de flujo de trabajo a disposición de los propietarios / operadores de Red, aunque era más una herramienta de diagnóstico. Permitió a los usuarios de Red One modificar los ajustes de Debayer y rendir a DPX / tiff / mov.
REDCINE fue el primer flujo de trabajo de extremo a extremo para los usuarios Red. Una tercera empresa desarrolló el software, y Red proporciona el  SDK.
REDCINE-X fue el primer software de flujo de trabajo desarrollado exclusivamente por Red. Como REDCINE, Red ofreció como una solución de flujo de trabajo de extremo a extremo para los clientes Red. Se precedió a la actual REDCINE-X Pro.

### Red Rocket
Red Rocket es una tarjeta interna PCI Express que es capaz de 4K, 2K, o 1080p debaying en tiempo real y video reproducción de archivos R3D. Puede ser utilizado para acelerar la edición de vídeo en sistemas de edición no lineales compatibles, la salida de la imagen a través de HD-SDI a un monitor suministrado por el usuario. Un componente de la Red Rocket permite a los usuarios convertir la señal HD-SDI a cuatro salidas HDMI

### Red Rocket-X
Red Rocket-X es una tarjeta PCI Express interna optimizada para el sensor 6K Red Dragon y está diseñado para acelerar el procesamiento de flujo de trabajo R3D, independientemente de la resolución. En comparación con Rocket Red, Red procesos Rocket-X y transcodificados es hasta cinco veces más rápido

### Sistemas de flujo de trabajo de terceros
Red ofrece la Red Apple de flujo de trabajo de instalación, lo que las aplicaciones que admiten el uso de QuickTime para apoyar también archivos R3D, incluyendo plugins para Adobe Photoshop, Adobe Premiere Pro, Avid Media Composer, Final Cut Pro X, y Sony Vegas Pro.

## Otros productos notables

### Redray
Anunciado en 2012, el Redray Player fue el primer dispositivo amigable plug-and-play capaz de proporcionar 4K contenido a 4K pantallas. El uso de un disco duro interno de 1 TB para almacenar contenido, Redray puede reproducir 4K, 3D o los medios de comunicación de alta definición. Además, el reproductor es compatible con 12 bits 4: 2: 2 de precisión en resolución 4K.

### Sistema de control de lentes 3-Axis
El sistema de control de lente Red 3-Axis es un kit de control clave de lente inalámbrico para la conducción de enfoque, iris y zoom. Se incluye el T.H.C. (Tactical Hand Controller), un control remoto inalámbrico que permite al operador ajustar la configuración de la lente de una distancia.

### Kit de desarrollo Redlink
Anunció en NAB 2013 y puso en marcha en 2014, el kit de desarrollo de Redlink es un SDK (kit de desarrollo de software) que permite a los programadores crear aplicaciones personalizadas para controlar su cámara a través de dispositivo móvil, ordenador o microcontrolador. El kit incluye el Puente Redlink, un módulo inalámbrico que permite que las aplicaciones se comuniquen con la cámara. El puente soporta un rango de comunicación inalámbrica de aproximadamente 50 pies.

## Pleitos
El 18 de agosto de 2008, Red presentó una demanda contra la empresa electrónica LG sobre su uso del nombre Scarlet. Red acusó LG "... de tomar "Scarlet "nombre de marca de la compañía de la cámara, a pesar de la negación de su solicitud de Red"
El 23 de septiembre de 2011, Jim Jannard anunció que su cuenta de correo electrónico personal se ha visto comprometida por Arri  exejecutivo Michael Bravin. Un pleito se inició contra Arri y Bravin que estuvo archivado al final de 2011, y resuelto y rechazado en 2013.
El 27 de junio de 2012 Red demandó a Wooden Camera, un fabricante de accesorios de terceros, por violación de patentes.
En febrero de 2013, Red declaró en una orden judicial contra Sony, alegando que varios de sus nuevos productos CineAlta, en particular el F65 4K-capaz, infringió las patentes de la empresa en poder. Solicitaron que Sony no sólo sea obligado a dejar de vender las cámaras, sino que sean destruidas también. Sony presentó una contrademanda contra Red en abril de 2013, alegando que toda la línea de productos de Red infringió las patentes de Sony. En julio de 2013, ambas partes presentaron de forma conjunta su despido, y para 20 de julio de 2013, el caso está cerrado.